# Молочай альпийский
Молоча́й альпи́йский, или Молоча́й сиби́рский (лат. Euphórbia alpína) — многолетнее травянистое растение; вид рода Молочай (Euphorbia) семейства Молочайные (Euphorbiaceae).

## Морфология
Растение 10—35(50) см высотой, более-менее пушистое или реже голое.
Корень толстый (0,5—1,5 см толщиной), вертикальный или косо нисходящий, многоглавый.
Стебли прямостоячие или несколько раскинутые, голые или опушенные прямыми волосками 0,2-0,4 мм длиной, многочисленные, ветвистые, с пазушными цветоносами на большей частью бесплодных ветвях.
Стеблевые листья почти сидячие, 1-2,5(3,5) см длиной, 5—15(20) мм шириной, из сердцевидного основания продолговато-эллиптические или яйцевидно-ланцетовидные, наиболее широкие обычно ниже середины, тупые или усечённые, иногда даже слегка выемчатые, цельнокрайные или, особенно на конце, мелкопильчатые, с одной жилкой.
Соцветия щитковидно-метельчатые. Верхушечные цветоносы в числе 2-3, короткие, малозаметные; боковые многочисленные, как и верхушечные, простые или на конце двураздельные. Листочки обёрточек по два, округло-яйцевидные, 0,7-2 см длиной, 6—15 мм шириной, тупые, мелкозазубренные или реже цельнокрайные, при зацветании желтоватые; бокальчик ширококолокольчатый, около 3 мм в диаметре, снаружи голый, внутри слегка пушистый, с довольно крупными, округлыми, притуплёнными, ресничыми лопастями. Нектарники поперечно-продолговатые, желтоватые или красноватые. Столбики тонкие, 0,8-1 мм длиной, внизу примерно на ½—1⁄3 длины сросшиеся, наверху на 1⁄3 двураздельные. Рыльца верхушечные, обычно неутолщённые, светлые. Цветёт в мае — второй половине июня.
Плод — приплюснуто-шаровидный трёхорешник, 4—5 мм длиной, слегка трёхбороздчатый, с коническими (до 1 мм длиной), большей частью красноватыми выростами. Семена 2—3 мм длиной, яйцевидные, бурые, с тупо-коническим придатком.
Вид описан с Алтая, с Крестовой горы близ Риддерска.

## Распространение
Встречается на Алтае, в Восточном Казахстане, Монголии.
Растёт по скалам и каменистым и травянистым склонам, в альпийской и горно-степной полосе, особенно вдоль речных систем.
На Алтае встречается у горы Синюхи, по долинам рек Чарыша, Ануя, в окрестностях сёл Черги, Мыюты, Александровки, на реках Майме, Мыюте, Теньге, Чемале, Катанде, в долине Чуи.

## Практическое использование
На Алтае молочай альпийский является хорошим кормом для пятнистых оленей и маралов:115.
Считается наиболее перспективным видом молочаев в лечении злокачественных новообразований.

## Таксономия
|  |                                      |  |                                                             |                                                             |                      |  | ещё 36 семейств (согласно Системе APG II), в том числе Маковые | ещё 36 семейств (согласно Системе APG II), в том числе Маковые |                         |  |  |  | ещё ≈2000 видов |
|  |                                      |  |                                                             |                                                             |                      |  | ещё 36 семейств (согласно Системе APG II), в том числе Маковые | ещё 36 семейств (согласно Системе APG II), в том числе Маковые |                         |  |  |  | ещё ≈2000 видов |
|  |                                      |  |                                                             | порядок Мальпигиецветные                                    |                      |  |                                                                |                                                                | род Молочай (Euphorbia) |  |  |  |                 |
|  |                                      |  |                                                             | порядок Мальпигиецветные                                    |                      |  |                                                                |                                                                | род Молочай (Euphorbia) |  |  |  |                 |
|  | отдел Цветковые, или Покрытосеменные |  |                                                             |                                                             | семейство Молочайные |  |                                                                |                                                                | вид Молочай альпийский  |  |  |  |                 |
|  | отдел Цветковые, или Покрытосеменные |  |                                                             |                                                             | семейство Молочайные |  |                                                                |                                                                |                         |  |  |  |                 |
|  |                                      |  | ещё 44 порядка цветковых растений (согласно Системе APG II) | ещё 44 порядка цветковых растений (согласно Системе APG II) |                      |  |                                                                | ещё >300 родов                                                 | ещё >300 родов          |  |  |  |                 |
|  |                                      |  |                                                             | ещё 44 порядка цветковых растений (согласно Системе APG II) |                      |  |                                                                |                                                                | ещё >300 родов          |  |  |  |                 |